# Nicky Whelan

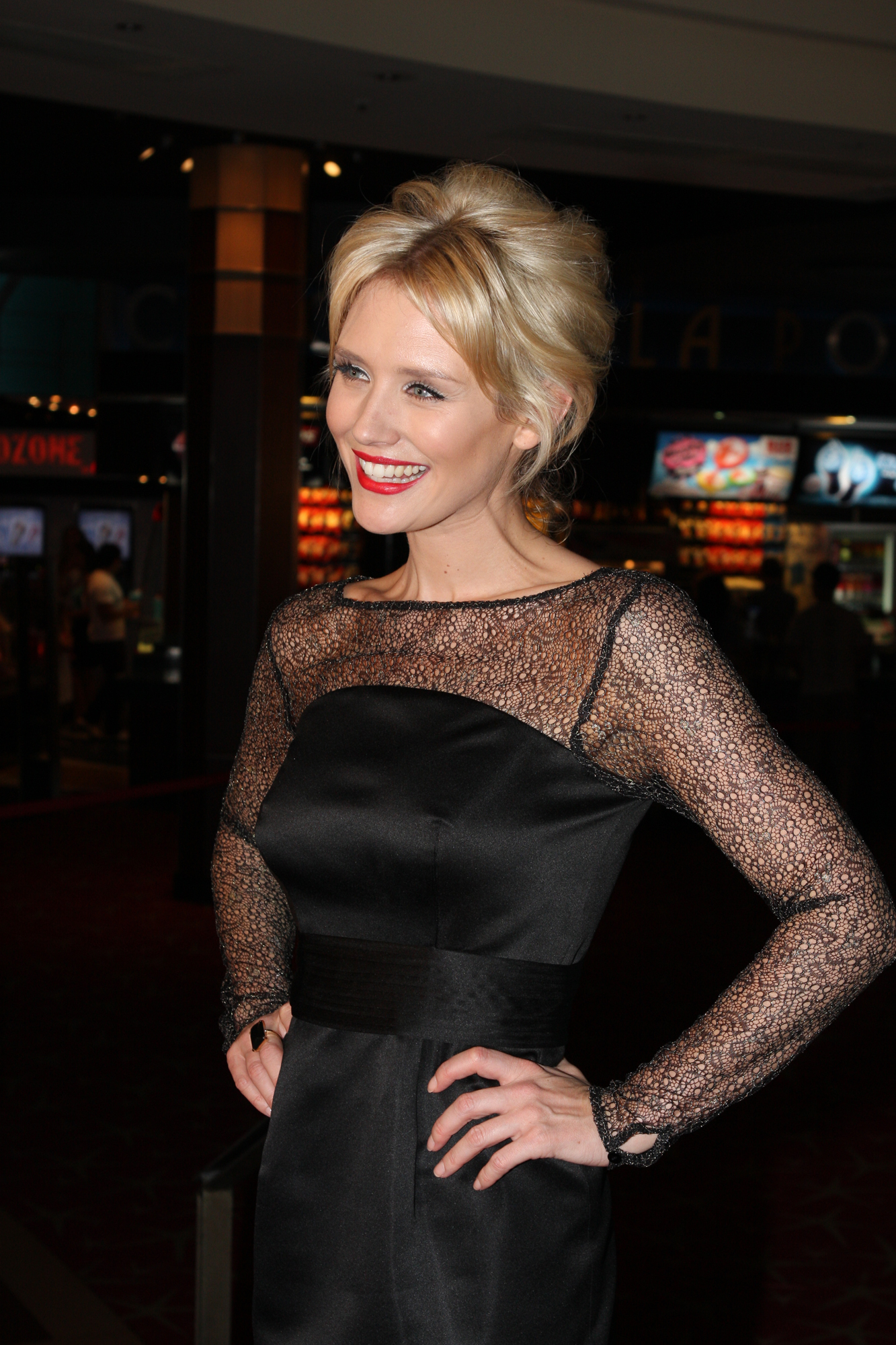
Nicky Whelan

Nicky Whelan, född 10 juni 1981, är en australisk skådespelerska och modell mest känd för sin roll som Pepper Steiger i den australiensiska TV-serien Neighbours. Hon är barnbarn till AFL-spelaren Marcus Whelan.

## Filmografi i urval
- 2004 – The Russell Coight Movie
- 2007 – Little Deaths
- 2010 – Hollywood & Wine
- 2011 – Hall Pass
- 2012 – Departure Date
- 2012 – Table for Three
- 2013 – 7500
- 2013 – The Power of Few
- 2013 – Paranormal Movie
- 2013 – Chosen
- 2018 –  A Christmas Arrangement